# الأولاد المفقودون في جزيرة الطيور (كتاب)
الأولاد المفقودون في جزيرة الطيور (بالإنجليزية: The Lost Boys of Bird Island) كتاب غير روائي صدر عام 2018م من تأليف مارك ميني وهو محقق سابق بالشرطة، وكريس ستين صحفي ومحقق، وكلاهما من جنوب إفريقيا. يدور الكتاب حول فساد مزعوم داخل حكومة الفصل العنصري الأخيرة في جنوب إفريقيا وشبكة من مشتهي الأطفال الذين زُعم أن أعضاؤها البارزين هم وزير الدفاع في عهد الفصل العنصري ماغنوس مالان ووزير الشؤون البيئية جون وايلي. تم تسمية الكتاب على اسم جزيرة الطيور في خليج ألجوا قبالة ساحل جنوب إفريقيا، حيث تم استعمال الأطفال على ما يبدو.

## خلفية وملخص
يبحث الكتاب في شبكة شذوذ جنسي، زُعم أنها تضم أعضاء بارزين في حكومة جنوب إفريقيا ومجتمع الأعمال الذين أخذوا الأطفال إلى جزيرة الطيور حيث تعرضوا للإيذاء، وربما قُتل بعضهم. الكتاب يحكي مستوى تورط المسؤولين في عصابة الاستغلال الجنسي للأطفال، وإساءة معاملة الأطفال، وأعمال القتل المزعومة للتستر على الجرائم، وكذلك الفساد وسوء استخدام موارد الدولة من قبل أعضاء الشبكة.

## استقبال
تمت تغطية الكتاب وكشفه على نطاق واسع في وسائل الإعلام في جنوب إفريقيا عند صدوره في أغسطس 2018. بعد وقت قصير من نشر الكتاب، تم العثور على المؤلف المشارك مارك ميني ميتًا في منزله خارج بورت إليزابيث، وتبدو حالة الوفاة انتحار بشكل واضح.